# معن عبد الله سرسم
معن عبد الله سرسم هو استشاري معماري عراقي ولد في الموصل عام 1950، حاصل على شهادة الماجستير في الهندسة المدنية.
في فترة ما، كان كما عمل في المركز القومي للاستشارات الهندسية، ثم المسؤول عن قسم العمارة في الدائرة الهندسية في رئاسة الجمهورية، ثم شغل منصب آخر وزير للإسكان والتعمير في عهد صدام حسين حتى عام 2003.
والده الطبيب المعروف الراحل عبد الله سرسم، وعائلة سرسم من قبيلة بني حمدان من بني تغلب بن وائل من ربيعة وأفرادها مسيحيون ومسلمون، ومعن سرسم ديانته مسيحية.
بعد احتلال العراق، تبين عدم وجود اسمه في قوائم المطلوبين.